# Панафутін Георгій Іванович
Панафутін Георгій Іванович (1866, Пенза — 15 червня 1921, Катеринослав) — архітектор, інженер, викладач. З 1898 року і до смерті жив і працював у Катеринославі (Дніпро).

## Біографія
Георгій Іванович Панафутін народився в 1866 р. в Пензі. Точна дата його народження невідома. Закінчив Самарське реальне училище у 1886 р. і Петербурзький Інститут цивільних інженерів (1893 р.) — провідний вищий навчальний заклад Російської імперії з архітектурно-інженерних спеціальностей. За основним фахом був залізничним інженером-будівельником. Помічник відомого архітектора Федора Йосиповича Шехтеля (1859—1926).
Основним профілем діяльності Панафутіна стало залізничне будівництво. П'ять років він пропрацював у Санкт-Петербурзі (на Миколаївській залізниці) та Бердянську. Разом із цим, інженер доволі швидко виявив здібності здібного архітектора.
У 1896 р. Г. І. Панафутін був призначений управлінням Катерининської (Придніпровської) залізниці на посаду начальника Бердянської будівельної дистанції. Тут він за неповні три роки здійснив проектування та будівництво комплексу залізничних споруд, включаючи залізничний вокзал станції Бердянськ (1898).
У 1898 р. Г. І. Панафутін прибув до Катеринослава. Тут він спочатку також працював за профільною спеціальністю — служив в Управлінні Катерининської (нині Придніпровської) залізниці. Надалі Г. І. Панафутін працював у будівельному відділі Катеринославського Губернського правління. Цю роботу він поєднував із приватними замовленнями.
Починаючи з 1901 р. Г. І. Панафутін викладав на постійній основі у Катеринославському вищому гірничому училищі (згодом інститут, нині Національний гірничий університет). До самої смерті він читав тут курс архітектури та будівельного мистецтва.
Г. І. Панафутін активно проявляв себе й на поприщі громадської активності. Багато років він працював гласним Міської Думи Катеринослава. Брав участь у засіданнях комісії з питань міського господарства, багато зробив для розвитку водопровідного і каналізаційного господарства міста.
Архітектор намагався брати участь у громадському житті, просвітницькій роботі. Зокрема, з 1901 р. він був членом Катеринославського наукового товариства. У 1918—1921 рр. керував архітектурним відділенням новоствореного вищого навчального закладу — Єврейського політехнічного інституту.
Якійсь час мешкав у власному особняку (не зберігся) на Польовій вулиці (нині проспект Поля). Під час смерті адреса - вулиця Жуківська, 11 (зараз Левка Лук'яненка, будинок не зберігся).
За рисами характеру був передусім творчою людиною без великих кар'єрних прагнень. Краєзнавець та письменник І. М. Шаповал у 1970-х рр.,записав слова ДЕ-ФАКТО дружини архітектора, Анастасії Лук'янівни Томашової, яка працювала медсестрою: «Дни и ночи Георгий Иванович проводил у доски, забывал об усталости, работал с большой любовью. Он всегда искал ответ на сложные вопросы в архитектурном искусстве. А я ему помогала снимать копии с его проектов и чертежей на кальку».
Архітектор помер одразу після революційних років, 15 червня 1921 року (ДАДО Р6508-7-33 сторінка 12).
У Георгія Панафутіна поза офіційним шлюбом були діти: Галина (нар. 21 грудня 1915) і Георгій (Юрій) (нар. 4 січня 1917). Їх хрестили у церкві 228-го піхотного запасного полку в Катеринославі. Записани були незаконнонародженими, батьківство встановлено в 1921 році по суду, вже після смерті архітектора.

## Архітектурний доробок

### Бердянськ

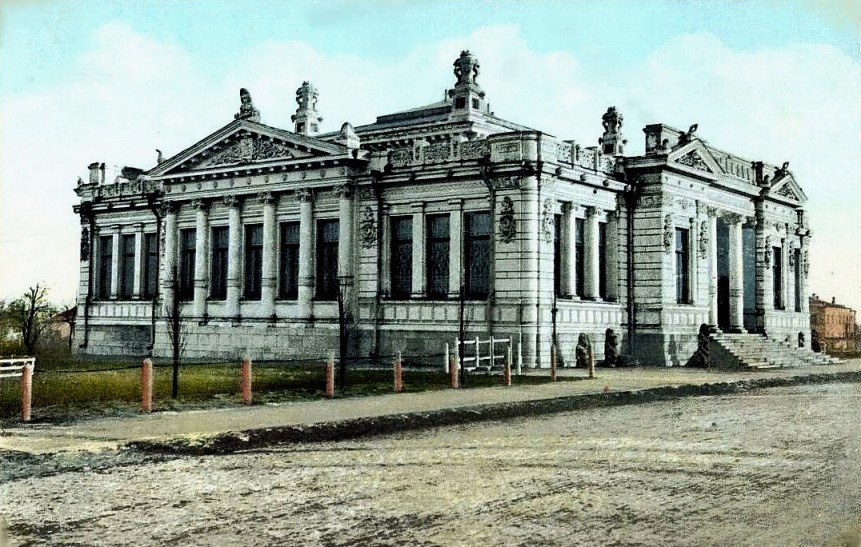
Будівля історичного музею

Г. І. Панафутін зробив істотний внесок у формування архітектурного обрису міста Бердянська на рубежі XIX—XX століть. З 1896 р. за неповні три роки здійснив проектування та будівництво залізничного полотна з усіма допоміжними спорудами від станції Бердянськ до станцій Трояни та Бердянський порт, а також будівництво низки всіх залізничних споруд у Бердянську. Це залізничний вокзал, паровозне депо, житлові будинки залізничників, складські споруди та інші об'єкти.
Визначною пам'яткою архітектури є спроектований Г. І. Панафутіним і побудований у 1898 р. вокзал залізничної станції Бердянськ. Споруда збудована в стилі неокласицизму, має імпозантний вигляд. У загальній композиції домінує центральний об'єм, виділений двома ризалітами, декорованими виразними фронтонами у стилі давньогрецького зодчества та баштоподібними завершеннями. За аналізом дослідників, саме при проектуванні вокзалу станції Бердянськ, Г. І. Панафутін створив своєрідну модель, яка згодом повторена ним в архітектурі ще декількох споруд (зокрема, вокзал станції П'ятихатки та будівля музею Поля у Катеринославі).

### Катеринослав

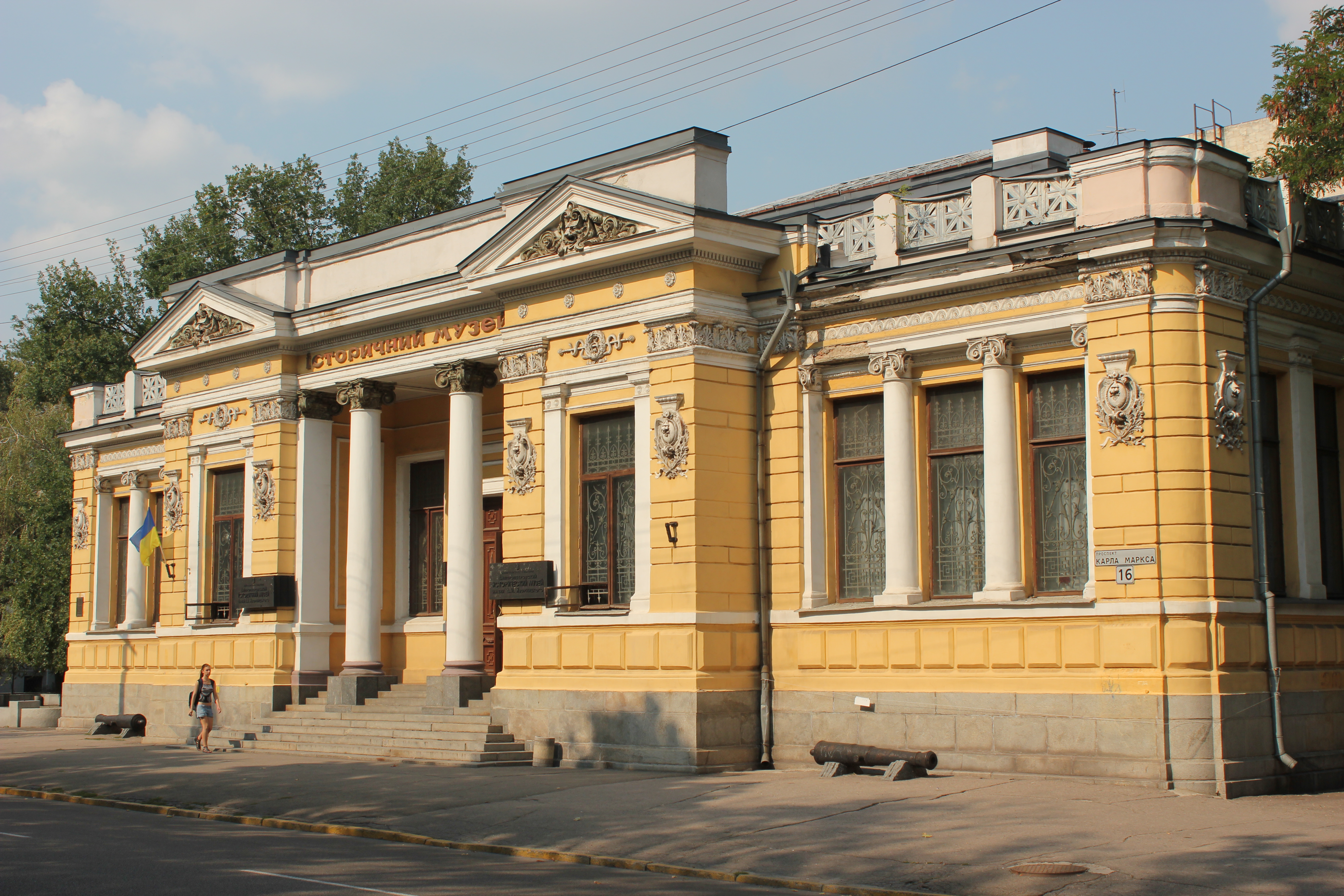
Музей

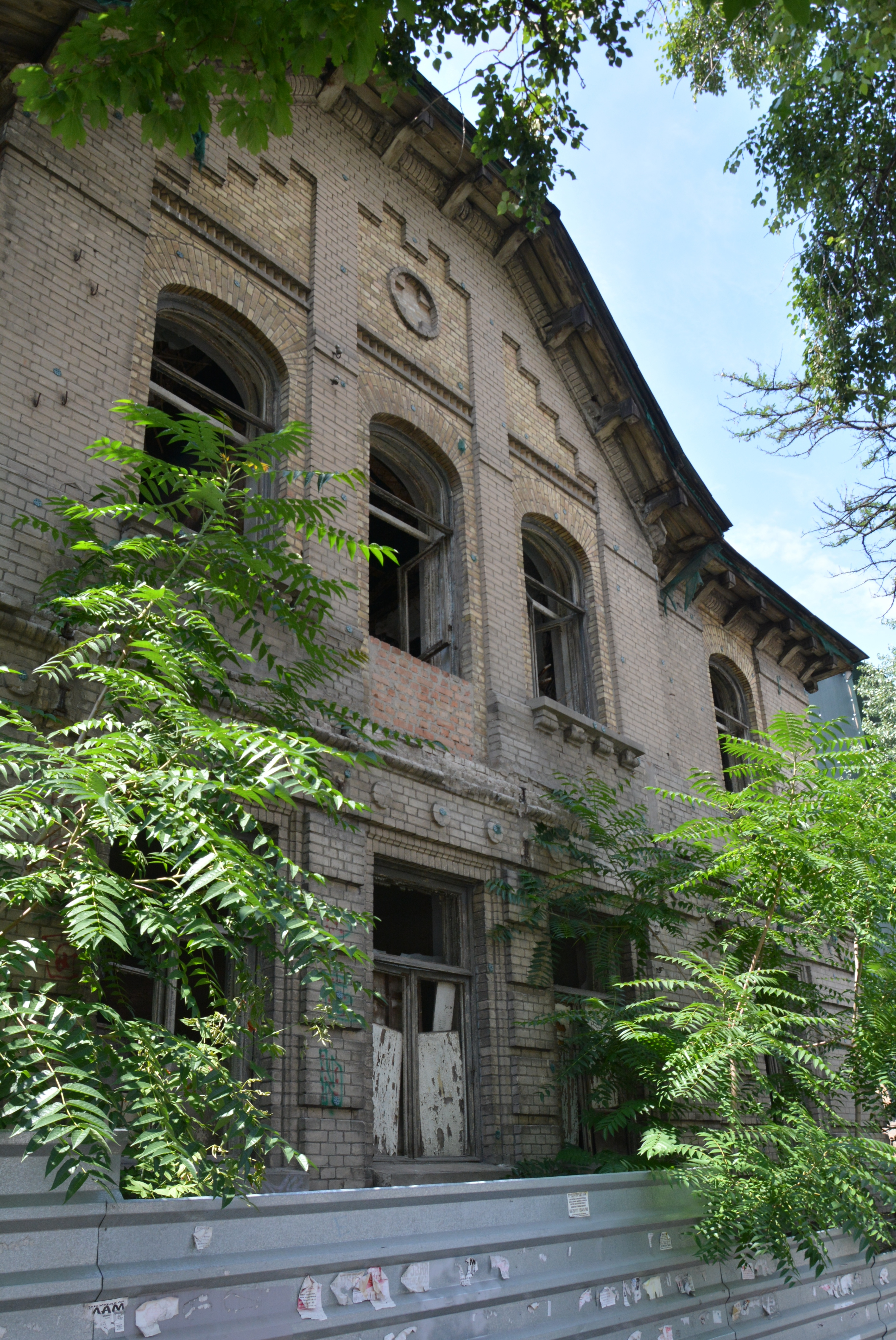
Фасад лікарні

З 1898 р. й до смерті працював у Катеринославі. Саме тут повною мірою розкрився талант архітектора.
Серед перших проектів, виконаних у Катеринославі, зокрема, проекти вокзалу на станції П'ятихатки, двох споруд вагонних майстерень на станції Нижньодніпровськ. Також виконав численні проекти та розрахунки фабрично-заводських споруд у Катеринославській губернії: залізобетонні споруди, металічні ферми та опори, розрахунки стійкості заводських труб та інші.
Архітектурним дебютом архітектора у Катеринославі стало проектування постаменту для пам'ятника О. С. Пушкіну, відкритого 14 (27) жовтня 1901 р. на перехресті проспекту Пушкіна і Короткої вулиці (нині вулиця Надії Алексєєнко). Автором бронзового бюста був відомий скульптор Ілля Гінцбург. Панафутін виконав проект постаменту, який став основною частиною пам'ятника. Постамент прикрасили два складних фронтони в неогрецькому стилі — улюблений мотив творчості Панафутіна.
Найвідоміша будівля, спроектована Г. І. Панафутіним у Катеринославі — «Обласний музей імені Поля» (нині головний корпус Дніпропетровського національного історичного музею імені Яворницького). Проект був затверджений восени 1902 р., будівля збудована у 1903—1905 рр. Будівля музею має порівняно невеликий об'єм, але є важливим архітектурним акцентом в ансамблі Соборної площі. Вона побудована в неокласичному стилі з елементами еклектики і оздоблена дуже пишним декором з використанням міфологічної символіки (зокрема, зображень сфінксів та химер). «Строен музей в дорическом стиле и украшен как внутри, так и снаружи лепными фигурами», — відзначав «Исторический вестник» (1907). В архітектурі музею використана модель, реалізована раніше у будівлі вокзалу станції Бердянськ (за винятком баштоподібних завершень та з додаванням колон між ризалітами). Під час реконструкції 1970-х років з фасадів «старої» будівлі музею Г. І. Панафутіна, було прибрано частину архітектурного декору. Зокрема, зникли чотири масивні декоративні навершя з даху музею, фігури сфінксів, які завершували фронтони, а також мініатюрні пояски з меандром на колонах головного входу. Будинок музею — пам'ятка архітектури національного значення.
Друга найбільш відома архітектурна робота Г. І. Панафутіна у Катеринославі — ансамбль будівель лікарні Червоного Хреста (згодом 1-я міська лікарня, вулиця Короленка, 22-А). Ансамбль зайняв цілий міський квартал. Лікарня була відкрита в грудні 1910 р. і належала місцевому відділенню товариства Червоного Хреста. Ця емблема, викладена з цегли, досі прикрашає фасади корпусів. Основним архітектурним стилем Г. І. Панафутіна була неокласика з елементами еклектики, однак комплекс лікарні Червоного Хреста вирішений у стилі модерн. Комплекс із одноповерхового та трьох двоповерхових корпусів із гостроверхими дахами і башточками став важливим архітектурним акцентом. Нині унікальний ансамбль споруд лікарні знаходиться на межі цілковитого руйнування. У 2013—2015 рр. зруйнована основна частина споруд, решта доруйнована у 2018-му.
У Катеринославі Г. І. Панафутін продовжував інженерні роботи. Зокрема, він консультував будівництво нового корпусу Катеринославської поштово-телеграфної контори, тобто, поштамту (збудований у 1903—1905 рр.). Під час риття котлованів під нову будівлю було знайдено пливуни. Г. І. Панафутін разом із архітектором Олександром Миклашевським та механіком Соколовичем запропонували оптимальний спосіб влаштування підмурків будівлі: подушка з щебенем та бутовим каменем.
У 1910-х роках архітектор, працюючи в Гірничому інституті (нині Національний технічний університет «Дніпровська політехніка»), спроектував кілька навчальних корпусів, біологічну станцію, машинну і механічну лабораторії.
Багато об'єктів будував Г. І. Панафутін по всій території Катеринославської губернії. Він, зокрема, спроектував будівлі казначейств у м. Нікополі та м. Бахмуті (нині Донецької області), будівлі винних складів у м. Павлограді та м. Верхньодніпровську. За відомостями Івана Шаповала, Панафутін також спроектував за приватними замовленнями «близько 20 кам'яних та дерев'яних церков у різних населених пунктах губернії».
За припущенням дослідників, Г. І. Панафутін може бути автором будівель другого корпусу музею Поля (нині музей Яворницького, проспект Яворницького, 18) та прибуткового будинку Мізка (вулиця Шевченка, 59).

## Пам'ять
Постать Г. І. Панафутіна, на жаль, практично забута в місті Дніпрі. Інформація про нього надається лише в публікаціях місцевих істориків-краєзнавців.